# Episodi di Nudes
La prima stagione della serie televisiva Nudes, composta da 10 episodi, è stata distribuita su RaiPlay il 20 aprile 2021.
| nº | Titolo       | Pubblicazione  |
| -- | ------------ | -------------- |
| 1  | Vittorio - 1 | 20 aprile 2021 |
| 2  | Vittorio - 2 | 20 aprile 2021 |
| 3  | Vittorio - 3 | 20 aprile 2021 |
| 4  | Vittorio - 4 | 20 aprile 2021 |
| 5  | Sofia - 1    | 20 aprile 2021 |
| 6  | Sofia - 2    | 20 aprile 2021 |
| 7  | Sofia - 3    | 20 aprile 2021 |
| 8  | Ada - 1      | 20 aprile 2021 |
| 9  | Ada - 2      | 20 aprile 2021 |
| 10 | Ada - 3      | 20 aprile 2021 |

La seconda stagione della serie televisiva Nudes, composta da 9 episodi, è stata distribuita su RaiPlay il 25 ottobre 2024.
| nº | Titolo                  | Pubblicazione   |
| -- | ----------------------- | --------------- |
| 1  | Luca e Giacomo - 1      | 25 ottobre 2024 |
| 2  | Luca e Giacomo - 2      | 25 ottobre 2024 |
| 3  | Luca e Giacomo - 3      | 25 ottobre 2024 |
| 4  | Michela e Francesca - 1 | 25 ottobre 2024 |
| 5  | Michela e Francesca - 2 | 25 ottobre 2024 |
| 6  | Michela e Francesca - 3 | 25 ottobre 2024 |
| 7  | Silvia ed Emilio - 1    | 25 ottobre 2024 |
| 8  | Silvia ed Emilio - 2    | 25 ottobre 2024 |
| 9  | Silvia ed Emilio - 3    | 25 ottobre 2024 |